# محمدرضا مجیدی (سفیر)
محمدرضا مجیدی (زاده ۱۳۴۴ بیرجند) سیاستمدار و استاد دانشگاه تهران است که از سال ۱۳۹۵ دبیرکل مجمع پارلمانی آسیا است. وی پیش‌تر معاون وزیر کشور و سفیر ایران در یونسکو (۱۳۸۶- ۱۳۹۲) بوده‌است. 

## تحصیلات
مجیدی تحصیلات خود را در مقطع کارشناسی ارشد پیوسته در دانشگاه امام صادق در رشته علوم سیاسی علوم و معارف اسلامی، انجام داده و  کارشناسی ارشد علوم سیاسی (Dea) و دکترای علوم سیاسی از دانشگاه علوم اجتماعی تلوز فرانسه دریافت کرده است. وی عضو هیئت علمی دانشگاه تهران در دانشکده حقوق و علوم سیاسی با رتبه دانشیار می‌باشد.

## مسئولیت‌های اجرایی و اداری
محیدی در سمت معاون اجتماعی و شوراهای وزیر کشور، دبیرکل اتحادیه پارلمان‌های آسیایی APA و مدیر عامل انجمن ایرانی همکاری با یونسکو، مدیرعامل بنیاد اندیشه اسلامی، مشاور وزیر علوم در حوزه علوم انسانی و فرهنگی و معاون پژوهشی نهاد نمایندگی مقام رهبری در دانشگاه‌ها فعالیت کرده است. وی همچنین مدیرعامل فصل‌نامه‌های Le Debat به زبان فرانسه، فصل‌نامه Thought‎به زبان انگلیسی و فصل‌نامه التوحید به زبان عربی است.
مجیدی همچنین در سال ۱۳۹۴ با حکم علی لاریجانی به عنوان رئیس کتابخانه، موزه و مرکز اسناد مجلس شورای اسلامی منصوب شد.
او در زمان حضورش در یونسکو در سال ۲۰۱۳ به عنوان رئیس گروه آسیا و اقیانوسیه سازمان یونسکو  انتخاب شد.

## تالیفات
- آشنایی با قانون اساسی جمهوری اسلامی ایران [۹]
- جمهوری اسلامی ایران و سیاست نگاه به شرق پژوهشکده تحقیقات راهبردی و انتشارات خاوران فردا، ایران، ۱۴۰۱،
- دیپلماسی فرهنگی جمهوری اسلامی ایران: مورد مطالعه جمهوری عراق احمد دوست محمدی، محمدرضا مجیدی، محمد رجبی، احمدرضا عصاری پژوهشگاه فرهنگ، هنر و ارتباطات وزارت فرهنگ و ارشاد اسلامی، ایران، ۱۳۹۵،
- اسلام هراسی غربی؛ واکاوی تحلیلی زمینه‌های فرهنگی، اجتماعی و سیاسی و بازاندیشی مولفه‌های تاریخی و نظری آن محمدرضا مجیدی، محمدمهدی صادقی - دانشگاه امام صادق ع، ایران، ۱۳۹۳

"The role of  
Silk Road in the rapproachement"
Mohammad Reza Majidi
Elmi-Farhangi Publication, Iran, 2014,
"The role of Muslim Women in the development of societies"
Mohammad Reza Majidi
Elmi-Farha
ngi Publication, Iran, 2014,